# Primitivele funcțiilor trigonometrice
Următorul articol este o listă de integrale (primitive) de funcții trigonometrice. Pentru o listă cu mai multe integrale, vezi tabel de integrale și lista integralelor.

## Integrale de funcții trigonometrice ce conțin numaisin
Unde c este o constantă:
{\displaystyle \int \sin cx\;dx=-{\frac {1}{c}}\cos cx\,\!}
{\displaystyle \int \sin ^{n}{cx}\;dx=-{\frac {\sin ^{n-1}cx\cos cx}{nc}}+{\frac {n-1}{n}}\int \sin ^{n-2}cx\;dx\qquad {\mbox{(pentru }}n>0{\mbox{)}}\,\!}
{\displaystyle \int \sin ^{2}{cx}\;dx={\frac {x}{2}}-{\frac {1}{4c}}\sin 2cx\!}
{\displaystyle \int {\sqrt {1-\sin {x}}}\,dx=\int {\sqrt {\operatorname {cvs} {x}}}\,dx=2{\frac {\cos {\frac {x}{2}}+\sin {\frac {x}{2}}}{\cos {\frac {x}{2}}-\sin {\frac {x}{2}}}}{\sqrt {\operatorname {cvs} {x}}}=2{\sqrt {1+\sin {x}}}}
unde cvs{x} este funcția Coversinus
{\displaystyle \int x\sin cx\;dx={\frac {\sin cx}{c^{2}}}-{\frac {x\cos cx}{c}}\,\!}
{\displaystyle \int x^{n}\sin cx\;dx=-{\frac {x^{n}}{c}}\cos cx+{\frac {n}{c}}\int x^{n-1}\cos cx\;dx\qquad {\mbox{(pentru  }}n>0{\mbox{)}}\,\!}
{\displaystyle \int _{\frac {-a}{2}}^{\frac {a}{2}}x^{2}\sin ^{2}{\frac {n\pi x}{a}}\;dx={\frac {a^{3}(n^{2}\pi ^{2}-6)}{24n^{2}\pi ^{2}}}\qquad {\mbox{(pentru }}n=2,4,6\dots {\mbox{)}}\,\!}
{\displaystyle \int {\frac {\sin cx}{x}}dx=\sum _{i=0}^{\infty }(-1)^{i}{\frac {(cx)^{2i+1}}{(2i+1)\cdot (2i+1)!}}\,\!}
{\displaystyle \int {\frac {\sin cx}{x^{n}}}dx=-{\frac {\sin cx}{(n-1)x^{n-1}}}+{\frac {c}{n-1}}\int {\frac {\cos cx}{x^{n-1}}}dx\,\!}
{\displaystyle \int {\frac {dx}{\sin cx}}={\frac {1}{c}}\ln \left|\tan {\frac {cx}{2}}\right|}
{\displaystyle \int {\frac {dx}{\sin ^{n}cx}}={\frac {\cos cx}{c(1-n)\sin ^{n-1}cx}}+{\frac {n-2}{n-1}}\int {\frac {dx}{\sin ^{n-2}cx}}\qquad {\mbox{(pentru  }}n>1{\mbox{)}}\,\!}
{\displaystyle \int {\frac {dx}{1\pm \sin cx}}={\frac {1}{c}}\tan \left({\frac {cx}{2}}\mp {\frac {\pi }{4}}\right)}
{\displaystyle \int {\frac {x\;dx}{1+\sin cx}}={\frac {x}{c}}\tan \left({\frac {cx}{2}}-{\frac {\pi }{4}}\right)+{\frac {2}{c^{2}}}\ln \left|\cos \left({\frac {cx}{2}}-{\frac {\pi }{4}}\right)\right|}
{\displaystyle \int {\frac {x\;dx}{1-\sin cx}}={\frac {x}{c}}\cot \left({\frac {\pi }{4}}-{\frac {cx}{2}}\right)+{\frac {2}{c^{2}}}\ln \left|\sin \left({\frac {\pi }{4}}-{\frac {cx}{2}}\right)\right|}
{\displaystyle \int {\frac {\sin cx\;dx}{1\pm \sin cx}}=\pm x+{\frac {1}{c}}\tan \left({\frac {\pi }{4}}\mp {\frac {cx}{2}}\right)}
{\displaystyle \int \sin c_{1}x\sin c_{2}x\;dx={\frac {\sin(c_{1}-c_{2})x}{2(c_{1}-c_{2})}}-{\frac {\sin(c_{1}+c_{2})x}{2(c_{1}+c_{2})}}\qquad {\mbox{(pentru }}|c_{1}|\neq |c_{2}|{\mbox{)}}\,\!}

## Integrale de funcții trigonometrice ce conțin numaicos
{\displaystyle \int \cos cx\;dx={\frac {1}{c}}\sin cx\,\!}
{\displaystyle \int \cos ^{n}cx\;dx={\frac {\cos ^{n-1}cx\sin cx}{nc}}+{\frac {n-1}{n}}\int \cos ^{n-2}cx\;dx\qquad {\mbox{(pentru  }}n>0{\mbox{)}}\,\!}
{\displaystyle \int x\cos cx\;dx={\frac {\cos cx}{c^{2}}}+{\frac {x\sin cx}{c}}\,\!}
{\displaystyle \int x^{n}\cos cx\;dx={\frac {x^{n}\sin cx}{c}}-{\frac {n}{c}}\int x^{n-1}\sin cx\;dx\,\!}
{\displaystyle \int _{\frac {-a}{2}}^{\frac {a}{2}}x^{2}\cos ^{2}{\frac {n\pi x}{a}}\;dx={\frac {a^{3}(n^{2}\pi ^{2}-6)}{24n^{2}\pi ^{2}}}\qquad {\mbox{(pentru }}n=1,3,5\dots {\mbox{)}}\,\!}
{\displaystyle \int {\frac {\cos cx}{x}}dx=\ln |cx|+\sum _{i=1}^{\infty }(-1)^{i}{\frac {(cx)^{2i}}{2i\cdot (2i)!}}\,\!}
{\displaystyle \int {\frac {\cos cx}{x^{n}}}dx=-{\frac {\cos cx}{(n-1)x^{n-1}}}-{\frac {c}{n-1}}\int {\frac {\sin cx}{x^{n-1}}}dx\qquad {\mbox{(pentru }}n\neq 1{\mbox{)}}\,\!}
{\displaystyle \int {\frac {dx}{\cos cx}}={\frac {1}{c}}\ln \left|\tan \left({\frac {cx}{2}}+{\frac {\pi }{4}}\right)\right|}
{\displaystyle \int {\frac {dx}{\cos ^{n}cx}}={\frac {\sin cx}{c(n-1)\cos ^{n-1}cx}}+{\frac {n-2}{n-1}}\int {\frac {dx}{\cos ^{n-2}cx}}\qquad {\mbox{(for }}n>1{\mbox{)}}\,\!}
{\displaystyle \int {\frac {dx}{1+\cos cx}}={\frac {1}{c}}\tan {\frac {cx}{2}}\,\!}
{\displaystyle \int {\frac {dx}{1-\cos cx}}=-{\frac {1}{c}}\cot {\frac {cx}{2}}\,\!}
{\displaystyle \int {\frac {x\;dx}{1+\cos cx}}={\frac {x}{c}}\tan {\frac {cx}{2}}+{\frac {2}{c^{2}}}\ln \left|\cos {\frac {cx}{2}}\right|}
{\displaystyle \int {\frac {x\;dx}{1-\cos cx}}=-{\frac {x}{c}}\cot {\frac {cx}{2}}+{\frac {2}{c^{2}}}\ln \left|\sin {\frac {cx}{2}}\right|}
{\displaystyle \int {\frac {\cos cx\;dx}{1+\cos cx}}=x-{\frac {1}{c}}\tan {\frac {cx}{2}}\,\!}
{\displaystyle \int {\frac {\cos cx\;dx}{1-\cos cx}}=-x-{\frac {1}{c}}\cot {\frac {cx}{2}}\,\!}
{\displaystyle \int \cos c_{1}x\cos c_{2}x\;dx={\frac {\sin(c_{1}-c_{2})x}{2(c_{1}-c_{2})}}+{\frac {\sin(c_{1}+c_{2})x}{2(c_{1}+c_{2})}}\qquad {\mbox{(pentru  }}|c_{1}|\neq |c_{2}|{\mbox{)}}\,\!}

## Integrale de funcții trigonometrice ce conțin numaitan
{\displaystyle \int \tan cx\;dx=-{\frac {1}{c}}\ln |\cos cx|\,\!={\frac {1}{c}}\ln |\sec cx|\,\!}
{\displaystyle \int {\frac {dx}{\tan cx}}={\frac {1}{c}}\ln |\sin cx|\,\!}
{\displaystyle \int \tan ^{n}cx\;dx={\frac {1}{c(n-1)}}\tan ^{n-1}cx-\int \tan ^{n-2}cx\;dx\qquad {\mbox{(pentru  }}n\neq 1{\mbox{)}}\,\!}
{\displaystyle \int {\frac {dx}{\tan cx+1}}={\frac {x}{2}}+{\frac {1}{2c}}\ln |\sin cx+\cos cx|\,\!}
{\displaystyle \int {\frac {dx}{\tan cx-1}}=-{\frac {x}{2}}+{\frac {1}{2c}}\ln |\sin cx-\cos cx|\,\!}
{\displaystyle \int {\frac {\tan cx\;dx}{\tan cx+1}}={\frac {x}{2}}-{\frac {1}{2c}}\ln |\sin cx+\cos cx|\,\!}
{\displaystyle \int {\frac {\tan cx\;dx}{\tan cx-1}}={\frac {x}{2}}+{\frac {1}{2c}}\ln |\sin cx-\cos cx|\,\!}

## Integrale de funcții trigonometrice ce conțin numaisec
{\displaystyle \int \sec {cx}\,dx={\frac {1}{c}}\ln {\left|\sec {cx}+\tan {cx}\right|}}
{\displaystyle \int \sec ^{n}{cx}\,dx={\frac {\sec ^{n-1}{cx}\sin {cx}}{c(n-1)}}\,+\,{\frac {n-2}{n-1}}\int \sec ^{n-2}{cx}\,dx\qquad {\mbox{ (pentru }}n\neq 1{\mbox{)}}\,\!}
{\displaystyle \int {\frac {dx}{\sec {x}+1}}=x-\tan {\frac {x}{2}}}

## Integrale de funcții trigonometrice ce conțin numaicsc
{\displaystyle \int \csc {cx}\,dx=-{\frac {1}{c}}\ln {\left|\csc {cx}+\cot {cx}\right|}}
{\displaystyle \int \csc ^{n}{cx}\,dx=-{\frac {\csc ^{n-1}{cx}\cos {cx}}{c(n-1)}}\,+\,{\frac {n-2}{n-1}}\int \csc ^{n-2}{cx}\,dx\qquad {\mbox{ (pentru }}n\neq 1{\mbox{)}}\,\!}

## Integrale de funcții trigonometrice ce conțin numaicot
{\displaystyle \int \cot cx\;dx={\frac {1}{c}}\ln |\sin cx|\,\!}
{\displaystyle \int \cot ^{n}cx\;dx=-{\frac {1}{c(n-1)}}\cot ^{n-1}cx-\int \cot ^{n-2}cx\;dx\qquad {\mbox{(pentru  }}n\neq 1{\mbox{)}}\,\!}
{\displaystyle \int {\frac {dx}{1+\cot cx}}=\int {\frac {\tan cx\;dx}{\tan cx+1}}\,\!}
{\displaystyle \int {\frac {dx}{1-\cot cx}}=\int {\frac {\tan cx\;dx}{\tan cx-1}}\,\!}

## Integrale funcții trigonometrice ce conțin atâtsincât șicos
{\displaystyle \int {\frac {dx}{\cos cx\pm \sin cx}}={\frac {1}{c{\sqrt {2}}}}\ln \left|\tan \left({\frac {cx}{2}}\pm {\frac {\pi }{8}}\right)\right|}
{\displaystyle \int {\frac {dx}{(\cos cx\pm \sin cx)^{2}}}={\frac {1}{2c}}\tan \left(cx\mp {\frac {\pi }{4}}\right)}
{\displaystyle \int {\frac {dx}{(\cos x+\sin x)^{n}}}={\frac {1}{n-1}}\left({\frac {\sin x-\cos x}{(\cos x+\sin x)^{n-1}}}-2(n-2)\int {\frac {dx}{(\cos x+\sin x)^{n-2}}}\right)}
{\displaystyle \int {\frac {\cos cx\;dx}{\cos cx+\sin cx}}={\frac {x}{2}}+{\frac {1}{2c}}\ln \left|\sin cx+\cos cx\right|}
{\displaystyle \int {\frac {\cos cx\;dx}{\cos cx-\sin cx}}=frac{x}{2}-{\frac {1}{2c}}\ln \left|\sin cx-\cos cx\right|}
{\displaystyle \int {\frac {\sin cx\;dx}{\cos cx+\sin cx}}={\frac {x}{2}}-{\frac {1}{2c}}\ln \left|\sin cx+\cos cx\right|}
{\displaystyle \int {\frac {\sin cx\;dx}{\cos cx-\sin cx}}=-{\frac {x}{2}}-{\frac {1}{2c}}\ln \left|\sin cx-\cos cx\right|}
{\displaystyle \int {\frac {\cos cx\;dx}{\sin cx(1+\cos cx)}}=-{\frac {1}{4c}}\tan ^{2}{\frac {cx}{2}}+{\frac {1}{2c}}\ln \left|\tan {\frac {cx}{2}}\right|}
{\displaystyle \int {\frac {\cos cx\;dx}{\sin cx(1+-\cos cx)}}=-{\frac {1}{4c}}\cot ^{2}{\frac {cx}{2}}-{\frac {1}{2c}}\ln \left|\tan {\frac {cx}{2}}\right|}
{\displaystyle \int {\frac {\sin cx\;dx}{\cos cx(1+\sin cx)}}={\frac {1}{4c}}\cot ^{2}\left({\frac {cx}{2}}+{\frac {\pi }{4}}\right)+{\frac {1}{2c}}\ln \left|\tan \left({\frac {cx}{2}}+{\frac {\pi }{4}}\right)\right|}
{\displaystyle \int {\frac {\sin cx\;dx}{\cos cx(1-\sin cx)}}={\frac {1}{4c}}\tan ^{2}\left({\frac {cx}{2}}+{\frac {\pi }{4}}\right)-{\frac {1}{2c}}\ln \left|\tan \left({\frac {cx}{2}}+{\frac {\pi }{4}}\right)\right|}
{\displaystyle \int \sin cx\cos cx\;dx={\frac {1}{2c}}\sin ^{2}cx\,\!}
{\displaystyle \int \sin c_{1}x\cos c_{2}x\;dx=-{\frac {\cos(c_{1}+c_{2})x}{2(c_{1}+c_{2})}}-{\frac {\cos(c_{1}-c_{2})x}{2(c_{1}-c_{2})}}\qquad {\mbox{(pentru }}|c_{1}|\neq |c_{2}|{\mbox{)}}\,\!}
{\displaystyle \int \sin ^{n}cx\cos cx\;dx={\frac {1}{c(n+1)}}\sin ^{n+1}cx\qquad {\mbox{(pentru }}n\neq 1{\mbox{)}}\,\!}
{\displaystyle \int \sin cx\cos ^{n}cx\;dx=-{\frac {1}{c(n+1)}}\cos ^{n+1}cx\qquad {\mbox{(pentru }}n\neq 1{\mbox{)}}\,\!}
{\displaystyle \int \sin ^{n}cx\cos ^{m}cx\;dx=-{\frac {\sin ^{n-1}cx\cos ^{m+1}cx}{c(n+m)}}+{\frac {n-1}{n+m}}\int \sin ^{n-2}cx\cos ^{m}cx\;dx\qquad {\mbox{(pentru }}m,n>0{\mbox{)}}\,\!}
also: {\displaystyle \int \sin ^{n}cx\cos ^{m}cx\;dx={\frac {\sin ^{n+1}cx\cos ^{m-1}cx}{c(n+m)}}+{\frac {m-1}{n+m}}\int \sin ^{n}cx\cos ^{m-2}cx\;dx\qquad {\mbox{(pentru }}m,n>0{\mbox{)}}\,\!}
{\displaystyle \int {\frac {dx}{\sin cx\cos cx}}={\frac {1}{c}}\ln \left|\tan cx\right|}
{\displaystyle \int {\frac {dx}{\sin cx\cos ^{n}cx}}={\frac {1}{c(n-1)\cos ^{n-1}cx}}+\int {\frac {dx}{\sin cx\cos ^{n-2}cx}}\qquad {\mbox{(pentru }}n\neq 1{\mbox{)}}\,\!}
{\displaystyle \int {\frac {dx}{\sin ^{n}cx\cos cx}}=-{\frac {1}{c(n-1)\sin ^{n-1}cx}}+\int {\frac {dx}{\sin ^{n-2}cx\cos cx}}\qquad {\mbox{(pentru }}n\neq 1{\mbox{)}}\,\!}
{\displaystyle \int {\frac {\sin cx\;dx}{\cos ^{n}cx}}={\frac {1}{c(n-1)\cos ^{n-1}cx}}\qquad {\mbox{(pentru }}n\neq 1{\mbox{)}}\,\!}
{\displaystyle \int {\frac {\sin ^{2}cx\;dx}{\cos cx}}=-{\frac {1}{c}}\sin cx+{\frac {1}{c}}\ln \left|\tan \left({\frac {\pi }{4}}+{\frac {cx}{2}}\right)\right|}
{\displaystyle \int {\frac {\sin ^{2}cx\;dx}{\cos ^{n}cx}}={\frac {\sin cx}{c(n-1)\cos ^{n-1}cx}}-{\frac {1}{n-1}}\int {\frac {dx}{\cos ^{n-2}cx}}\qquad {\mbox{(pentru }}n\neq 1{\mbox{)}}\,\!}
{\displaystyle \int {\frac {\sin ^{n}cx\;dx}{\cos cx}}=-{\frac {\sin ^{n-1}cx}{c(n-1)}}+\int {\frac {\sin ^{n-2}cx\;dx}{\cos cx}}\qquad {\mbox{(pentru }}n\neq 1{\mbox{)}}\,\!}
{\displaystyle \int {\frac {\sin ^{n}cx\;dx}{\cos ^{m}cx}}={\frac {\sin ^{n+1}cx}{c(m-1)\cos ^{m-1}cx}}-{\frac {n-m+2}{m-1}}\int {\frac {\sin ^{n}cx\;dx}{\cos ^{m-2}cx}}\qquad {\mbox{(pentru }}m\neq 1{\mbox{)}}\,\!}
also: {\displaystyle \int {\frac {\sin ^{n}cx\;dx}{\cos ^{m}cx}}=-{\frac {\sin ^{n-1}cx}{c(n-m)\cos ^{m-1}cx}}+{\frac {n-1}{n-m}}\int {\frac {\sin ^{n-2}cx\;dx}{\cos ^{m}cx}}\qquad {\mbox{(pentru }}m\neq n{\mbox{)}}\,\!}
also: {\displaystyle \int {\frac {\sin ^{n}cx\;dx}{\cos ^{m}cx}}={\frac {\sin ^{n-1}cx}{c(m-1)\cos ^{m-1}cx}}-{\frac {n-1}{n-1}}\int {\frac {\sin ^{n-1}cx\;dx}{\cos ^{m-2}cx}}\qquad {\mbox{(pentru }}m\neq 1{\mbox{)}}\,\!}
{\displaystyle \int {\frac {\cos cx\;dx}{\sin ^{n}cx}}=-{\frac {1}{c(n-1)\sin ^{n-1}cx}}\qquad {\mbox{(pentru }}n\neq 1{\mbox{)}}\,\!}
{\displaystyle \int {\frac {\cos ^{2}cx\;dx}{\sin cx}}={\frac {1}{c}}\left(\cos cx+\ln \left|\tan {\frac {cx}{2}}\right|\right)}
{\displaystyle \int {\frac {\cos ^{2}cx\;dx}{\sin ^{n}cx}}=-{\frac {1}{n-1}}\left({\frac {\cos cx}{c\sin ^{n-1}cx)}}+\int {\frac {dx}{\sin ^{n-2}cx}}\right)\qquad {\mbox{(pentru }}n\neq 1{\mbox{)}}}
{\displaystyle \int {\frac {\cos ^{n}cx\;dx}{\sin ^{m}cx}}=-{\frac {\cos ^{n+1}cx}{c(m-1)\sin ^{m-1}cx}}-{\frac {n-m-2}{m-1}}\int {\frac {\cos ^{n}cx\;dx}{\sin ^{m-2}cx}}\qquad {\mbox{(pentru }}m\neq 1{\mbox{)}}\,\!}
also: {\displaystyle \int {\frac {\cos ^{n}cx\;dx}{\sin ^{m}cx}}={\frac {\cos ^{n-1}cx}{c(n-m)\sin ^{m-1}cx}}+{\frac {n-1}{n-m}}\int {\frac {\cos ^{n-2}cx\;dx}{\sin ^{m}cx}}\qquad {\mbox{(pentru }}m\neq n{\mbox{)}}\,\!}
also: {\displaystyle \int {\frac {\cos ^{n}cx\;dx}{\sin ^{m}cx}}=-{\frac {\cos ^{n-1}cx}{c(m-1)\sin ^{m-1}cx}}-{\frac {n-1}{m-1}}\int {\frac {\cos ^{n-2}cx\;dx}{\sin ^{m-2}cx}}\qquad {\mbox{(pentru }}m\neq 1{\mbox{)}}\,\!}

## Integrale de funcții trigonometrice ce conțin atâtsincât șitan
{\displaystyle \int \sin cx\tan cx\;dx={\frac {1}{c}}(\ln |\sec cx+\tan cx|-\sin cx)\,\!}
{\displaystyle \int {\frac {\tan ^{n}cx\;dx}{\sin ^{2}cx}}={\frac {1}{c(n-1)}}\tan ^{n-1}(cx)\qquad {\mbox{(pentru }}n\neq 1{\mbox{)}}\,\!}

## Integrale de funcții trigonometrice ce conțin atâtcoscât șitan
{\displaystyle \int {\frac {\tan ^{n}cx\;dx}{\cos ^{2}cx}}={\frac {1}{c(n+1)}}\tan ^{n+1}cx\qquad {\mbox{(pentru }}n\neq -1{\mbox{)}}\,\!}

## Integrale de funcții trigonometrice ce conțin atâtsincât șicot
{\displaystyle \int {\frac {\cot ^{n}cx\;dx}{\sin ^{2}cx}}={\frac {1}{c(n+1)}}\cot ^{n+1}cx\qquad {\mbox{(pentru }}n\neq -1{\mbox{)}}\,\!}

## Integrale de funcții trigonometrice ce conțin atâtcoscât șicot
{\displaystyle \int {\frac {\cot ^{n}cx\;dx}{\cos ^{2}cx}}={\frac {1}{c(1-n)}}\tan ^{1-n}cx\qquad {\mbox{(pentru }}n\neq 1{\mbox{)}}\,\!}

## Integrale de funcții trigonometrice ce conțin atâttancât șicot
{\displaystyle \int {\frac {\tan ^{m}(cx)}{\cot ^{n}(cx)}}\;dx={\frac {1}{c(m+n-1)}}\tan ^{m+n-1}(cx)-\int {\frac {\tan ^{m-2}(cx)}{\cot ^{n}(cx)}}\;dx\qquad {\mbox{(pentru }}m+n\neq 1{\mbox{)}}\,\!}

## Integrale de funcții trigonometrice cu limitele simetrice
{\displaystyle \int _{-c}^{c}\sin {x}\;dx=0\!}